# Ehrennadel der Urania
Die Ehrennadel der Urania war eine nichtstaatliche Auszeichnung   der Urania – Gesellschaft zur Verbreitung wissenschaftlicher Kenntnisse der Deutschen Demokratischen Republik (DDR), welche 1956 in einer Stufe, ab 1973 in drei Stufen gestiftet wurde. Ihre Verleihung erfolgte in der Regel für besondere Leistungen bei der Verbreitung wissenschaftlicher Kenntnisse sowie der Verbandsarbeit.

## Aussehen und Trageweise
Die bronzene, versilberte vergoldete Ehrennadel ist rund und hatte von 1956 bis 1972 eine Größe von 18 mm und zeigte ein aufgeschlagenes Buch vor einer Fackel. Ab 1973 hatte die Ehrennadel dann die Form einer Medaille von 20 mm Durchmesser und zeigte entsprechend der verliehenen Stufe das aufgeschlagene Buch vor einer brennenden Fackel. Auf der Rückseite war eine querliegende Nadel angebracht.